# Борихино (Кашинский район)
Бори́хино — деревня в Кашинском районе Тверской области (Россия). Относится к Фарафоновскому сельскому поселению (до 2006 года входило в состав Введенского сельского округа).
Расположена в 13 километрах к северо-востоку от города Кашин. На севере к Борихину примыкает деревня Никулино, в 1 км к юго-западу — село Введенское и деревня Крапивино.
По данным переписи 2002 года население — 80 жителей, 36 мужчин, 44 женщины.
В деревне есть почтовое отделение .

## История
Деревня Борихино упоминается в Актах Троицкого Макарьева монастыря в 1517 году. 19 марта 1517 года деревня вместе с селом Введенское и другими деревнями была приобретена В.Е.Гусевым. А в 1581/1582 деревня была передана во владение Троицкого Макарьева монастыря старицей Евпраксией.
   
По данным 1859 года казённая деревня Борихино, при пруде и колодцах, имеет 11 дворов, 76 жителей. Во второй половине XIX — начале XX века деревня относилась к Введенскому приходу Подберезской волости Кашинского уезда Тверской губернии.
До 1966 года входила в состав колхоза «8 марта». С 1966 по 2003 центральная усадьба совхоза «Борихинский». Основной культурой растениеводства в колхозе (а потом в совхозе) был лён.